# Sergey Dvortsevoy
Sergey Vladimirovich Dvortsevoy (Shymkent 18 de agosto de 1962) é um cineasta cazaque.